# Monserrath Astudillo
Monserrath Astudillo (Cuenca, 1975) es una actriz ecuatoriana reconocida por su larga trayectoria en teatro, cine y televisión.

## Trayectoria
Monserrath Astudillo es comunicadora social graduada en la Universidad del Azuay. En Buenos Aires, se formó como dramaturga y directora de actores. Ha trabajado en el ámbito de la radiodifusión y también en televisión.
Con ya 30 años de carrera, sus historias plasman mucho de su vida personal. Se inició en el teatro con 18 años, con la obra Yo vine para preguntar, que fue dirigida por Diego Carrasco y en la que actuó junto a Rafael Estrella. Continuó su formación en el Teatro Patio de Comedias de Quito, donde se formó durante 8 años. Luego incursionó en el género de monólogos con obras como La llave del armario y Diario amor. 
En el ámbito de la televisión, Astudillo destacó por su participación en los programas como Esta gente es una vaina, Las Zuquillo, La Tribula, Las mujeres de Pocholo, Canta si puedes y en otras series de drama y comedia. Los papeles protagónicos de mayor renombre que ha interpretado fueron en la telenovela El exitoso licenciado Cardoso y en algunos capítulos de Historias Personales.
Su trabajo en el mundo del teatro se desarrolló en el grupo Patio de Comedias, en el Teatro Mala Yerba, en El Teatro del Cronopio, en Los Perros Callejeros y en la Escuela de Mimo de Pepe Bacas en Quito. Posteriormente, incursionó en el género de los monólogos y el stand up comedy. Sus guiones del género stand up comedy más exitosos son El Cadáver de mi Ex, Miss tetas lo dicen todo y Luna de Miel, una obra cómica que abordó los mitos y verdades de la maternidad.  El "Popurrí Morlaco" fue su propuesta de 2015.
En 2017 presentó la comedia denominada Luna de Miel. La obra reflexiona sobre la etapa romántica de la luna de miel en pareja y contrasta con la costumbre de la convivencia.  Su última obra estrenada en 2018 fue del género stand up comedy y se denomina El cadáver de mi ex con el que retomó con humor el rompimiento de su última relación sentimental.
En una nueva propuesta durante el tiempo de COVID19 Monserrath virtualiza sus presentaciones utilizando la plataforma Zoom. Además crea un personaje llamado "La Tía Cuquita" que ella describe como la representación de su abuela, sus tías, las mujeres de su país. 
En marzo de 2021 Tras la pandemia estrena su Standup Comedy Show "¿Vieja yo ? ¿O millennials Ustedes? " Un viaje por las generaciones un show que cuenta con dj en vivo, y buen humor, llevando la fiesta al escenario.
A lo largo del 2021 y 2022 complementa sus stand up con música en vivo y cuerpos de baile en escena   
En febrero de 2023, estrena las Chiquititas de la Cumba contando con su banda de Cumbia "Las chiquititas de la Cumbia"
En marzo de 2023, estrena una obra que se consolida después de muchos años de pensarla "A la voz del Carnaval" un homenaje a la cultura del Ecuador.
Es una profesional que siempre se encuentra trabajando en un nuevo proyecto, como su eslogan lo dice, para Monserrath cada momento de la vida es una obra de arte.

## Vida privada
Fue madre por primera vez en 2015 Al inicio de su carrera artística, Astudillo se mudó a Quito, donde reside desde hace algunos años.

## Filmografía

### Stand ups de autoría de Monserrath Astudillo
- (2023) A la voz del Carnaval
- (2023) Monserrath Astudillo y las Chiquititas  de la Cumbia "La Cumbia del Amor" Vol1
- (2022) María la Diabla
- (2021) ¿Vieja yo o Millennials Ustedes?
- (2020) La tía Cuquita
- (2019) El Cadáver de mi Ex
- La muy señora Navidad
- Miss tetas lo dicen Todo
- Les Juro que es mi primera vez
- Luna de Miel
- Tengamos el sexo en Paz1
- Tengamos el sexo en Paz2

### Series y Telenovelas
- (2009) El exitoso Lcdo. Cardoso interpretó a Soledad González de Cardoso
- (2008) El secreto de Toño Palomino interpretó a Vilma Cordero
- (2007) Tribula
- (2005-2006) Las Zuquillo interpretó a Lucha
- (2003-2005) Historias Personales (varios personajes)
- (2002-2004) Las mujeres de Pocholo
- (1999-2000) Esta gente es una vaina

### Programas
- (2013) Canta si puedes